# Hao Shuai
Dans ce nom chinois, le nom de famille, Hao, précède le nom personnel Shuai.
Hao Suai (ou Hao Shuai) est un pongiste chinois né à Tianjin le 1er octobre 1983.

## Biographie
Il remporte le 17 janvier 2009 une étape du Pro tour. il s'agit de l' Open de Slovénie ITTF à Velenje. En janvier 2010 il est classé numéro 7 mondial.